# Fares-Maathodaa
Fares is een van de bewoonde eilanden van het Gaafu Dhaalu-atol behorende tot de Maldiven.

## Demografie
Fares telt (stand september 2006) 423 vrouwen en 414 mannen.